# María Riquelme
María Riquelme (Madrid — ibídem, 1656) fue una actriz española de la primera mitad del siglo XVII. Lope de Vega la comparó con otras grandes actrices contemporáneas como Isabel Hernández ("la Belera") y María de Córdoba ("Amarilis"). Hay que considerar que a finales del siglo XVI, en España, siguiendo el ejemplo italiano, se impuso la incorporación de la mujer a la escena teatral, un cuarto de siglo antes de que ocurriera en Francia (y por supuesto mucho antes de que una mujer pudiera pisar un escenario en Inglaterra o Alemania). Entre las más famosas damas (actrices, comediantas o farsantas) del Siglo de Oro Español estuvieron María Calderón, Francisca Baltasara, Jusepa Vaca o la propia María Riquelme. Llegando algunas de ellas a convertirse en 'autoras', es decir empresarias de las compañías que dirigían.
En contra de lo habitual en el ambiente de la farándula, la Riquelme, hija, esposa y madre de gente del teatro, fue al parecer una mujer muy religiosa. Fallecida con apenas 33 años y exhumado su cadáver cuarenta años después de su muerte, al parecer permanecía incorrupto.

## Biografía
Nacida probablemente en el Madrid del inicio del siglo XVII, María Riquelme era hija del autor Alonso Riquelme, aunque tuvo el privilegio de educarse en casa de la marquesa de La Laguna.
Aparece mencionada por primera vez en la actividad de los corrales madrileños en 1624, y como actriz de gran popularidad en el corral de comedias de Almagro. Pellicer, en su esbozo biográfico de la Riquelme en el segundo volumen de su Tratado, anota su celebrada actuación en la comedia de Francisco de Quevedo Quien más miente, más medra, durante su representación en el jardín o retiro del conde de Monterey, contiguo al Paseo del Prado, y en presencia del rey y su 'privado' el Conde-duque de Olivares.
Casada con el autor Manuel Álvarez Vallejo, entre los hijos del matrimonio cabe mencionar a Manuel Álvarez Riquelme (actor) y a Juan Francisco Álvarez Riquelme, que en calidad de 'autor' continuó con el negocio familiar.

### Gloria efímera
Muerta al parecer muy joven, fue cantada en su entierro como “Fénix de la Representación española, tan única que sólo ella entre los de su tiempo mereció este nombre”, y aun medio siglo después de su muerte, Juan Caramuel escribía en su Primus calamus: 

"Pocos años después (esto es, por los de 1624) aplaudian los Teatros á la Riquelme, moza hermosa, dotada de una imaginativa tan vehemente, que quando representaba, mudaba con admiracion de todos el color del rostro; porque si el poeta narraba sucesos prosperos y felices, los oia con semblante todo sonroseado; y si algun caso infausto y desdichado, luego se ponia palida; y en este cambiar de afectos era tan unica, que era inimitable."

También el dramaturgo Luis Quiñones de Benavente la menciona en El casamiento de la calle Mayor con el Prado, y en el Tratado histórico sobre el origen y progreso de la comedia y del histrionismo en España, publicado en 1804 por Casiano Pellicer, pueden leerse otros detalles sobre algunos de sus sorprendentes recursos.

### Homenajes literarios
Además de los ya citados de Lope, puede incluirse aquí esta décima compuesta por fray Hortensio Félix Paravicino:

"María a tal propiedad

vuestra imitación aspira,

que a asilos de la mentira,

corre sangre la verdad,

animosa despreciad

el mas afectado estruendo,

pues con estaros oyendo,

y a otros representando,

parece si estais hablando,

que os está allí sucediendo."
 Hortensio Félix Paravicino